# Budy Miłobędzkie
Budy Miłobędzkie – kolonia w Polsce położona w województwie mazowieckim, w powiecie sierpeckim, w gminie Sierpc.
W latach 1975–1998 miejscowość należała administracyjnie do województwa płockiego.